# Câmpeni (okręg Dolj)
Câmpeni – wieś w Rumunii, w okręgu Dolj, w gminie Pielești. W 2011 roku liczyła 734 mieszkańców.